# The Seeker
The Seeker (prt: Os Seis Sinais da Luz; bra: Os Seis Signos da Luz) é um filme estadunidense de 2007, dirigido por David L. Cunningham e escrito por John Hodge .

## Sinopse
Will Stanton é um garoto simples que vive com sua família em uma fazenda. Mas sua vida irá mudar quando ele acorda na manhã de seu aniversário. Descobre possuir um dom inacreditável. Ele é imortal e o último dos anciões (pessoas magicas que estão fadados a proteger o mundo contra as forças do mal, as Trevas). 
Ao mesmo tempo, apavorado e confuso, Will mergulha em uma busca para encontrar os Seis Grandes Signos da Magia que fortalecerão os poderes da luz (os ciclos de ferro, bronze, madeira, água, fogo e pedra) criados e escondidos pelos Anciãos de séculos passados. Mas as Trevas enviaram um cavaleiro, montado em um cavalo branco, para capturar Will. Will deve encontrar os Seis Grandes Signos da Magia antes que as Trevas possam se revelar, pois uma enorme batalha entre o bem e o mal se aproxima.

## Elenco
- Ian McShane...Merriman Lyon
- Christopher Eccleston... The Rider
- Alexander Ludwig... Will Stanton
- James Cosmo... Dawson
- Frances Conroy ... Miss Greythorne
- Jim Piddock ... Old George
- Amelia Warner ... Maggie Barnes
- John Benjamin Hickey ... John Stanton
- Wendy Crewson... Mary Stanton
- Emma Lockhart ... Gwen Stanton
- Drew Tyler Bell ... James Stanton
- Edmund Entin ... Robin Stanton
- Gary Entin ... Paul Stanton
- Gregory Smith ... Max Stanton
- Jordan J. Dale ... Stephen Stanton